# Valérie Corre
Valérie Corre (* 17. Mai 1967 in Antony) ist eine französische Politikerin. Sie ist seit 2012 Abgeordnete der Nationalversammlung.
Corre studierte in Orléans Geschichte und war danach in einem Centre régional des œuvres universitaires et scolaires, das für Sozialhilfe bei Schülern und Studenten zuständig ist, tätig. 1984 trat sie dem Mouvement des Jeunes Socialistes und drei Jahre später der Parti socialiste bei. Für diese zog sie 1989 in den Stadtrat von Orléans ein. Dem folgte 2005 der Aufstieg in den nationalen Rat der PS und 2008 die Wahl zur stellvertretenden Sekretärin der Partei im Département  Loiret. Im sechsten Wahlkreis des Départements trat sie bei den Parlamentswahlen 2012 an und wurde in die Nationalversammlung gewählt.